# 24-Stunden-Rennen auf dem Nürburgring 1997

Streckenführung für das 24-Stunden-Rennen ab 1995

Das 25. 24-Stunden-Rennen auf dem Nürburgring fand vom 7. auf den 8. Juni 1997 auf dem Nürburgring statt.

## Rennergebnis
Wie im Vorjahr gewann die Scuderia Augustusburg Brühl e. V. im ADAC mit Johannes Scheid und Sabine Reck in einem BMW M3, die in diesem Jahr Hans-Jürgen Tiemann und Peter Zakowski als zusätzliche Fahrer auf dem Auto hatten. Den zweiten Platz belegte der VW Golf TDI von Volkswagen Motorsport mit Kris Nissen, Christian Abt und Jürgen Hohenester, auf dem dritten Platz kam das East Belgian Racing Team/Baugnee mit Etienne Baugnee, Damien Chaballe, Pierre Fermine und Bruno Thiry ins Ziel.
Das Siegfahrzeug absolvierte 126 Runden, was einer Renndistanz von 3195,23 km entspricht. Von den 133 gestarteten Fahrzeugen wurden 95 gewertet.

## Streckenführung
Seit dem Umbau der Strecke im Jahr 1983 wurde das 24-Stunden-Rennen am Nürburgring auf einer Kombination aus Nordschleife und Grand-Prix-Strecke ausgetragen. Seit 1997 wird beim 24-Stunden-Rennen die schnellere Motorradvariante der Veedol-Schikane befahren.

## Besonderheiten
Mit Werksunterstützung gingen beim Rennen 1997 Dieselfahrzeuge an den Start. Der BMW 318tds der Scuderia Augustusburg Brühl e. V. im ADAC mit Christian Menzel, Marc Duez, Walter Haupt und Theo Martin schied nach 79 gewerteten Runden aus, der VW Golf TDI kämpfte lange um den Gesamtsieg und kam mit lediglich einer Runde Rückstand auf das Siegerfahrzeug ins Ziel.